# Digitalna fizika
Digitálna fízika je v fiziki in kozmologiji zbirka teoretičnih vidikov, ki temelji na predpostavki, da lahko informacija v osnovi opiše Vesolje, ki je zato izračunljivo. S takšnimi predpostavkami si lahko Vesolje zamislimo kot izhod kakšnega računalniškega programa ali kot neke vrste neizmerne računske naprave, oziroma vsaj matematično izomorfno takšni napravi.
Digitalna fizika temelji na eni ali več domnev, navedenih po vrsti glede na drznost. Vesolje ali stvarnost je:
- dejansko informacijska, čeprav ni nujno, da je vsaka informacijska ontologija digitalna,
- dejansko digitalna,
- ogromen računalnik,
- izhod simulirane vaje stvarnosti.

## Zgodovina
Vsak računalnik mora biti očitno združljiv z načeli teorije informacij, statistične termodinamike in kvantne mehanike. Temeljno povezavo med temi področji je predlagal leta 1957 Jaynes v dveh uvodnih člankih. Jaynes je celo izdelal interpretacijo verjetnostnega računa kot posplošitev aristotelovske logike, pogled, ki je zelo priročen pri povezavi osnov fizike z digitalnimi računalniki, saj so ti izdelani za izvrševanje logičnih operacij klasične logike in enakovredno Boolove algebre.
Domnevo, da je Vesolje digitalni računalnik, je leta 1969 prvi postavil Zuse v svoji knjigi Računski prostor (Rechnender Raum). Zuse je predlagal da so fizikalni zakoni po svoji naravi diskretni, in da je celotno Vesolje le izhod determinističnega izračuna velikanskega celičnega avtomata. 
Izraz digitalna fizika (angleško digital physics) je prvi uporabil Fredkin, ki je kasneje začel bolj uporabljati izraz digitalna filozofija. Drugi, ki so si zamislili Vesolje kot ogromen računalnik, so še: Wolfram, Schmidhuber in nobelovec 't Hooft.  Ti avtorji menijo, da navidezno verjetnostna narava kvantne fizike ni nujno nezdružljiva s predstavo o izračunljivosti. Kvantne različice digitalne fizike so v zadnjem času predlagali Lloyd, Deutsch in Zizzi. 
Sorodne zamisli lahko najdemo v von Weizsäckerjevi dvojiški teoriji alternativnih stvarnosti, pankomputacionalizmu, teoriji računskega vesolja, Wheelerjevem delu (ono iz biti (»it from bit«)) ter Tegmarkovi domnevi matematičnega vesolja.

## Vrste digitalnih fizik

### Pregled
Po digitalni fiziki naj bi, vsaj načeloma, obstajal program za univerzalni računalnik za računanje evolucije Vesolja v realnem času. Takšen računalnik je lahko velik celični avtomat (Zuse, 1967) ali splošni Turingov stroj, kar je predlagal Schmidhuber (1997), ki je pokazal, da obstaja zelo kratek program, ki lahko izračuna vsa možna izračunljiva vesolja na asimptotično optimalni način.
Nekateri želijo poistovetiti posamezne fizikalne delce s preprostimi biti. Če se na primer en osnovni delec, kot je elektron, prestavi iz enega kvantnega stanja v drugo, je to lahko podobno, kot, če bi se vrednost bita spremenila iz, recimo 0, v drugo (1). En bit je dovolj za opis enega kvantnega prehoda poljubnega delca. Ker je Vesolje sestavljeno iz osnovnih delcev, katerega obnašanje se lahko v celoti opiše s kvantnimi prehodi, ki so jim podvrženi, ga lahko opišemo z biti. Vsako stanje je informacija, in vsaka sprememba stanja je sprememba informacije, ki zahteva opravljanje enega ali več bitov. Če damo na stran temno snov in temno energijo, ki ju trenutno slabo poznamo, je znano vesolje sestavljeno iz približno 1080 protonov in enakega števila elektronov. Zato se Vesolje lahko simulira z računalnikom, ki je zmožen hranitve in obdelave približno 1090 bitov. Če je takšna simulacija možna, je hiperračunanje nemogoče.
Zančna kvantna gravitacija lahko pomaga digitalni fiziki, ker predpostavlja da je prostor-čas kvantiziran. Zizzi je formaliziral izpolnitev tega koncepta - znan je kot »računska kvantna gravitacija« (v angleški kratici CLQG). Teorije, ki kombinirajo gledišča digitalne fizike z zančno kvantno gravitacijo, so še: Marzuolijeva, Rasettijeva, Girellijeva in Livineova.

### Von Weizsäckerjeve alternativne stvarnosti
Von Weizsäcker je prvič predlagal svojo teorijo alternativnih stvarnosti v svoji knjigi Enotnost narave (Einheit der Natur) leta 1971 in jo naprej razvil v delu Čas in vedenje (Zeit und Wissen) leta 1992. Teorija predstavlja vrsto digitalne fizike, saj aksiomatsko konstruira kvantno fiziko iz razlike med empirično opazljivimi, dvojiškimi alternativami. Von Weizsäcker je s teorijo izpeljal trirazsežnost prostora in ocenil entropijo protona, ki pada v črno luknjo.

### Pankomputacionalizem ali teorija računskega vesolja
Pankomputacionalizem je predstava, da je Vesolje ogromen računski stroj ali mreža računskih procesov, ki prek osnovnih fizikalnih zakonov iz trenutnega stanja računa (dinamično razvija) lastno naslednje stanje.
V svoji knjigi Programiranje Vesolja (Programming the Universe) je Lloyd podal pogled, da je samo Vesolje en velik kvantni računalnik, ki z vesoljskim programom prideluje kar vidimo okrog sebe ter nas same. Po Lloydu bomo, ko bomo enkrat v celoti razumeli zakone fizike, lahko z miniaturnim kvantnim računanjem v celoti razumeli tudi Vesolje.
Računsko vesolje je predlagal tudi Schmidhuberr v članku, ki je temeljil na Zusejevi predpostavki, da je zgodovina Vesolja izračunljiva. Pokazal je, da bi bila lahko najpreprostejša razlaga Vesolja zelo preprost Turingov stroj, programiran za sistematično izvajanje vseh možnih programov in izračunavanje vseh možnih zgodovin vseh vrst izračunljivih fizikalnih zakonov. Pokazal je tudi, da obstaja optimalno učinkovit način računanja vseh izračunljivih vesolij na podlagi Leonida Levinovega univerzalnega iskalnega algoritma iz leta 1973. Leta 2000 je razširil svoje delo, združil Solomonoffovo teorijo induktivnega sklepanja s predpostavko, da so hitro izračunljiva vesolja verjetnejša od drugih. To delo o digitalni fiziki je vodilo tudi do mejno-izračunljivih posplošitev algoritemske informacije kompleksnosti Kolmogorova in koncepta superomeg, mejno-izračunljivih števil, ki so (v določenem smislu) še bolj naključna kot Chaitinova konstanta Ω.